# Wow!
»Wow!« je bil močan ozkopasovni radijski signal, ki ga je 15. avgusta 1977 zaznal ameriški radijski teleskop Big Ear v Ohiu v programu iskanja zunajzemeljske inteligence. Signal so zaznali iz smeri ozvezdja Strelec in je ustrezal pričakovani zgradbi zunajzemeljskega signala, a ga vse do danes niso več zaznali, zato ostaja njegov izvor nepojasnjen.
Ime mu je dal odkritelj, astronom Jerry R. Ehman, ki je ročno pregledoval izpiske posnetkov. Izstopajoče zaporedje kod jakosti 6EQUJ5 ga je tako presenetilo, da ga je obkrožil na izpisku in pripisal »Wow!« ob strani.

## Značilnosti
Zapis 6EQUJ5 ne označuje zakodiranega sporočila, temveč zaporedje zaznanih jakosti radijskega valovanja, ki je izražena kot razmerje signal/šum. Signal je sestavljalo navidez nemodulirano konstantno valovanje, pri čemer modulacije s periodo, krajšo od 10 sekund ali daljšo od 72 sekund, sistem ne bi mogel zaznati. Njegova frekvenca je znašala 1420,4556±0,005 MHz, kar je 50±5 kHz nad frekvenco vodikove črte. Signal je bil izredno ozkopasoven. Teleskop je bil opremljen s 50-kanalnim sprejemnikom, ki je meril v 50 desetkiloherčnih pasovih, ti so bili na izpisku prikazani kot stolpci. Signal Wow! je bil omejen na samo en stolpec.
Leta 1977 je bilo možno teleskop Big Ear nastavljati samo po altitudi, astronomi so za skeniranje celotnega neba uporabljali vrtenje Zemlje okrog svoje osi. Vsako točko je lahko opazoval 72 sekund. Spreminjajoča se jakost v resnici odgovarja konstantnemu signalu, ki v tem času pride v gorišče teleskopa in spet do roba polja zaznave: je šibak na začetku, jakost narašča do 36. sekunde in nato pada do izhodiščne vrednosti. Izražena je kot brezrazsežno razmerje signal/šum, kjer je šum izpovprečen prek zadnjih nekaj minut in predstavlja izhodiščno vrednost. Detektor je meril signale 10 sekund, izmerke pa je nato dve sekundi obdeloval računalnik. Vsakih 12 sekund je za vsakega od 50 kanalov izpisal znak, ki predstavlja 10-sekundno povprečje jakosti minus izhodiščna vrednost. V izbranem alfanumeričnem formatu števke in črke predstavljajo, kolikokrat večje je desetsekundno povprečje od standardnega odklona izhodiščne vrednosti. Presledek pomeni vrednosti 0 do 1, vrednosti 1–9 ustrezne mnogokratnike, vrednosti od A dalje pa mnogokratnike od 10 (»A« med 10 in 11, »B« med 11 in 12 itd.). Najvišja izmerjena vrednost signala Wow! je bila »U«, kar ustreza jakosti med 30 in 31 – 30 standardnih odklonov močneje od šuma iz ozadja.

## Lega izvora na nebu
Točna smer domnevnega izvora ni jasna zaradi zgradbe teleskopa Big Ear z dvema rogovoma, ki sta sprejemala snop iz rahlo drugačnih smeri. Signal Wow! je zaznal samo en rog, obdelan pa je bil tako, da ni mogoče vedeti, kateri. Zato sta dve možni rektascenziji (RA) izvora (spodaj izraženi v dveh referenčnih sistemih):
|                    | B1950             | J2000           |
| RA (pozitivni rog) | 19h22m24.64s ± 5s | 19h25m31s ± 10s |
| RA (negativni rog) | 19h25m17.01s ± 5s | 19h28m22s ± 10s |
Po drugi strani je deklinacija nedvoumna:
|             | B1950         | J2000         |
| Deklinacija | −27°03′ ± 20′ | −26°57′ ± 20′ |
Galaktične koordinate pozitivnega roga so l=11.7°, b=−18.9°, negativnega pa l=11.9°, b=−19.5°, torej obe približno 19° proti jugovzhodu galaktične ravnine in 24° do 25° vzhodno od jedra galaksije. Ta predel neba leži severozahodno od kroglaste kopice M55 v ozvezdju Strelca, približno 2,5° južno zvezdne skupine Hi Strelca in približno 3,5° južno od ravnine ekliptike. Najbližja svetla zvezda je Tau Strelca.

## Domneve o izvoru
Astronomi so predlagali več domnev, nobena od katerih nima široke podpore. Poleg dejanskega medzvezdnega signala (bodisi konstantnega – priložnostno ojačanega zaradi migetanja ozračja ali kakega drugega pojava, bodisi spremenljivega) je možna razlaga tudi interferenca, za malo verjetno pa velja možnost, da bi teleskop zaznal signal z Zemlje, ki se je odbil od predmeta v orbiti. Kasneje so signal še večkrat iskali na istem mestu, a brez uspeha.